# Ash-Shuyukh
 (avril 2019).
Si vous disposez d'ouvrages ou d'articles de référence ou si vous connaissez des sites web de qualité traitant du thème abordé ici, merci de compléter l'article en donnant les références utiles à sa vérifiabilité et en les liant à la section « Notes et références ».
 (avril 2015).
 (septembre 2016).
Améliorez-le ou discutez des points à vérifier. 
 (février 2019).
Le contenu est difficilement compréhensible vu les erreurs de traduction, qui sont peut-être dues à l'utilisation d'un logiciel de traduction automatique.
Ash-Shuyukh ou Al-Shuyukh est un village palestinien du gouvernorat de Hébron situé à 6.5 km au nord-est d'Hébron.

Ash-Shuyukh est apparu dans la période de l'Empire ottoman où les habitants ont obtenu un décret royal turc (en) 1191 et ont servi dans l'armée ottomane.

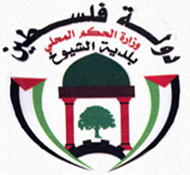
Blason de la mairie

## Géographie

### Topographie
La surface des terres du village est montagneuse en premier plan, avec la présence de petites collines qui s'installent sur les terres du village et il existait aussi plusieurs vallées comme la vallée d'Al-Semsème, Al Hassa, Al-Ougda, Msalame et Abu-Elbrasse. En 1983, Israël a attaqué et partiellement annexé les territoires du village[réf. nécessaire]. L'altitude d'Ash-Shuyukh est d'environ 990 mètres. Sa superficie est d'environ 23,000 km2.

#### Climat
Le climat de ce village est méditerranéen avec des étés chauds et secs et des hivers doux et humides.
Les taux de précipitation sont plus bas à l'est et au sud de ce village et la température dans certaines vallées atteignent 40 °C. En hiver, il neige sur le village.

##### Sources d'eau
Le village dépend de l'eau de pluie qui tombe en hiver. Les habitants du village collectent donc l'eau dans des puits artésiens[réf. nécessaire][pas clair] que les habitants du village ont creusés. Le village est actuellement lié à un réseau d'eau de la vallée de Tokyo. 

###### Localisation

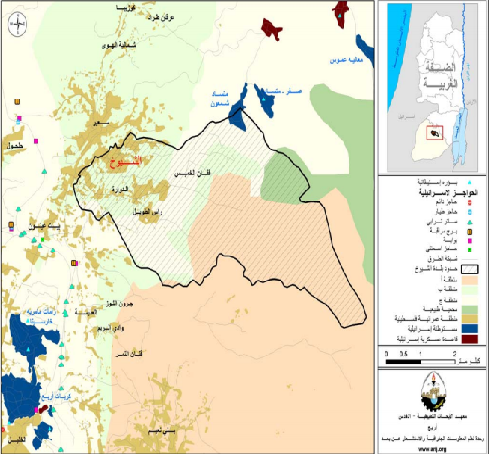
Localisation

Ash-Shuyukh est situé à 6.5 km au nord-est d'Hébron.

## Toponymie
Ash-Shuyukh, en arabe (الشيوخ), devrait son nom au sheikh Ibrahim qui y vivait aux XVII et XVIII siècles. Ce nom serait également lié au carthame des teinturiers, plante qui pousse sur les montagnes de la région.

## Évolution démographique
D'après les recensements mené par le Bureau palestinien des statistiques entre 2007 et 2015, le tableau ci-dessous présente l'évolution démographique du village.
Évolution de la population
| 2007  | 2008  | 2009  | 2010  | 2011  | 2012   | 2013   | 2014   | 2015   |
| ----- | ----- | ----- | ----- | ----- | ------ | ------ | ------ | ------ |
| 8,679 | 8,970 | 9,270 | 9,580 | 9,900 | 10,231 | 10,571 | 10,919 | 11,274 |

## Histoire
Ash-Shuyukh est apparu dans la période de l'Empire ottoman où les habitants ont obtenu un décret royal en turc en 1191. Les habitants d'Alchioukh ont servi dans l'armée turque : Abdul-Aziz Mansour Alwarasna a battu la Turquie et s'est installé au Yémen, où il y avait de grands personnages.[réf. nécessaire][pas clair]

### Mandat britannique
Selon le recensement effectué en 1922 par les autorités du mandat britannique, Ash-Shuyukh avait une population de 960 habitants. Par contre, la population était de 1240 habitants en 1945 alors que la superficie totale des terres était 12 100 km2 selon un recensement officiel de la terre et de la population.

#### 1948-1967
Dans la foulée de la guerre israélo-arabe 1948, et après les accords d'armistice de 1949, Ash-Shuyukh a été placée sous la domination jordanienne.
Les Israéliens ont fait exploser un hélicoptère le 11 juillet 1967 à Ash-Shuyukh[réf. nécessaire][pas clair].

## Économie
- 35 % de la main-d'œuvre travaille en Israël
- 20 % de la main-d'œuvre travaille dans le secteur manufacturier
- 20 % des habitants travaillent dans le secteur de services publics
- 15 % de la main-d'œuvre travaille dans le commerce

Il existe de nombreuses activités économiques et industrielles à Ash-Shuyukh : 15 carrières, 8 garages/ateliers de réparation automobile, 7 magasins de vêtements, 4 menuiseries et plus de 53 épiceries.[réf. nécessaire]
Il a été constaté que les groupes sociaux les plus touchés au Ash-Shuyukh en raison des actions israéliennes sont les suivants[réf. nécessaire][pas clair] :
- Anciens travailleurs en Israël.
- Mainteneurs pour des familles composées de six membres et plus
- Les petits commerçants
- Les petits agriculteurs
- Les ménagères et les enfants

## Commerce

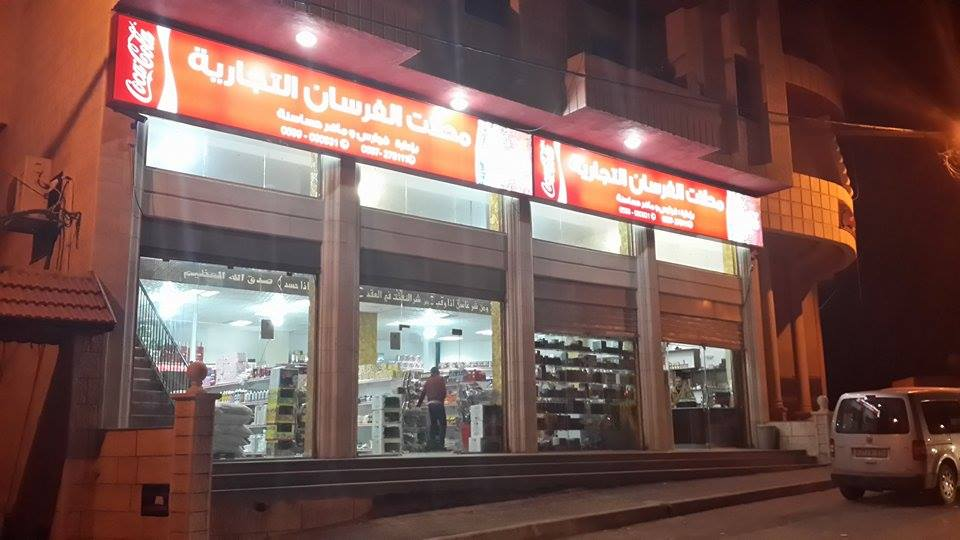
Magasin

Il existe environ 40 épiceries autour du village. Il y a également vingt salons de beauté pour femmes et hommes. De plus, on y trouve trois restaurants et ateliers de couture.

## Enseignement

### Enseignement scolaire

#### Public
Le village comprend :
- une école élémentaire pour filles et une pour garçons
- 3 collèges pour garçons et 3 pour filles

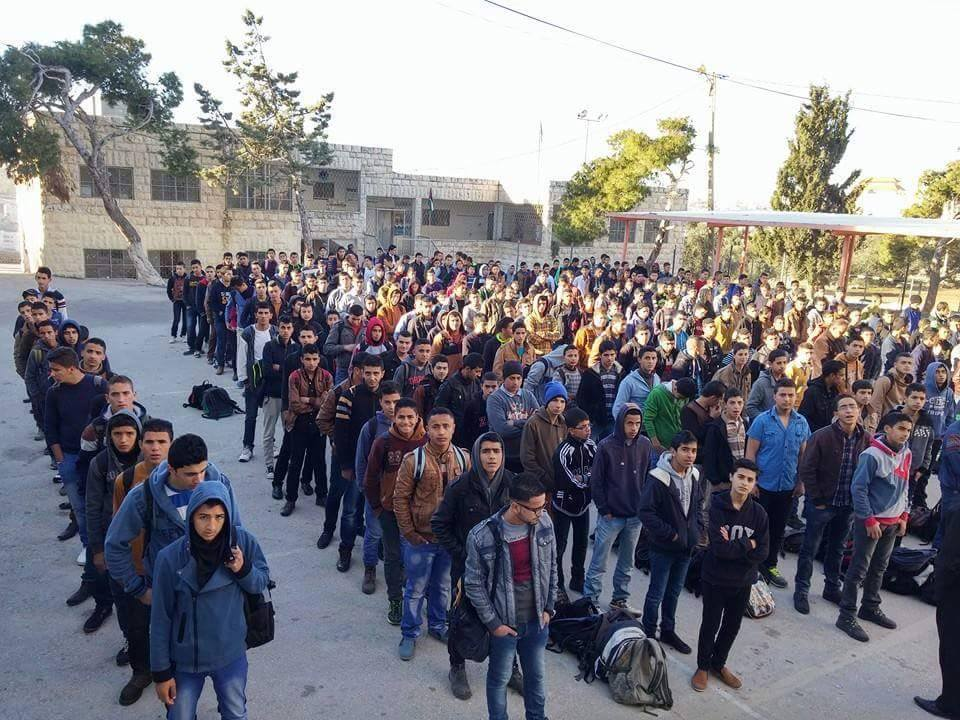
Lycée Alchioukh

- un lycée pour filles et un pour garçons.

#### Privé
Le village comprend un collège mixte, Alhidme.

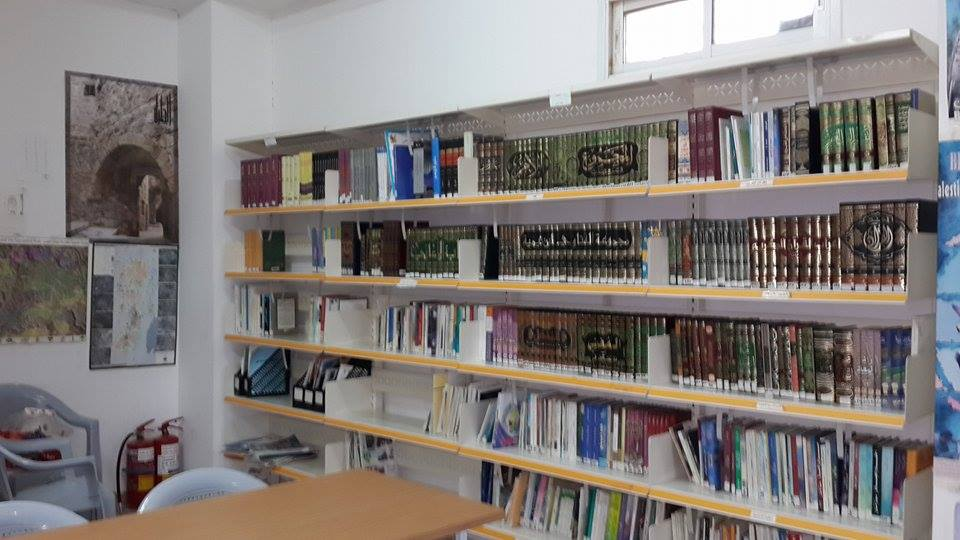
bibliothèque de la mairie

## Bibliothèques
Il existe une seule bibliothèque dans ce village comprenant plus de 3000 livres, donnant un abonnement gratuit.

## Santé
Il existe un certain nombre d'établissements de santé publics et privés :
- 7 cliniques  de médecins.
- 3 cliniques de dentiste.
- 1 centre de radiologie.
- 1 laboratoire médical.
- 1 centre de la maternité et l'enfance
- 3 pharmacies.

## Monuments religieux
Tous les habitants sont musulmans. Il existe plusieurs mosquées dans ce village : Alhedm, Khadija, la mosquée d'Omar, la mosquée Al Nasr, Uthman, Moussab, et Al Atqeya.

## Lieux et monuments
- Césarya, un site archéologique d'Alchioukh attribué à un empereur romain qui habitait avant l'arrivée du fondateur du village, le cheikh Ibrahim Alhedmi.
- Al omarya scolaire : il a été créé en 1919[réf. nécessaire][pas clair].
- La tombe d'Alhedmi, le fondateur du village.

## Sports

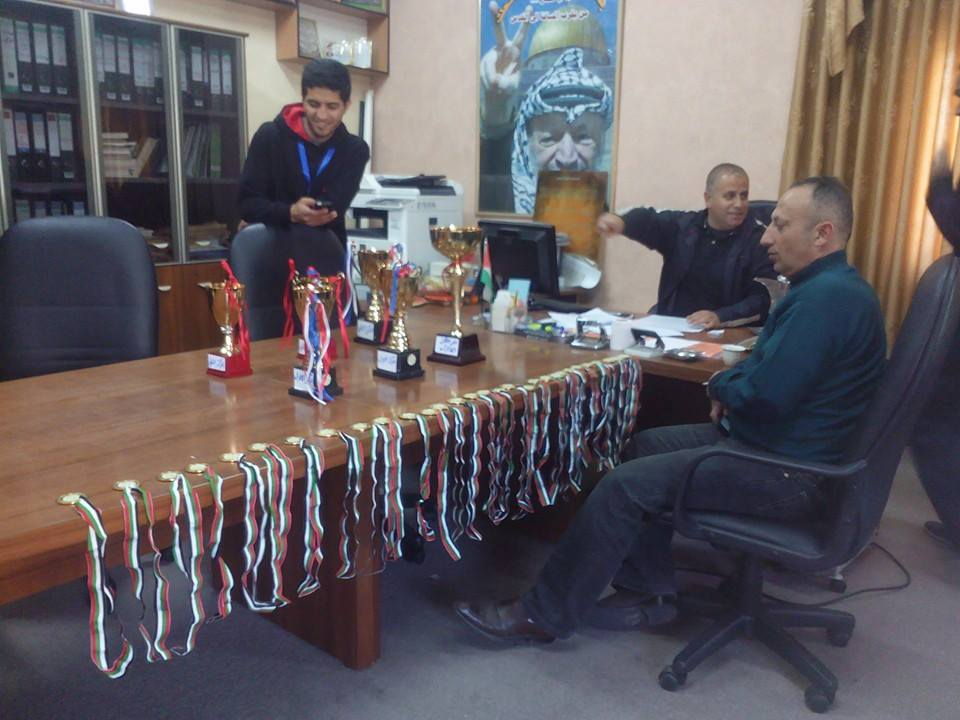
Club sportif pour les jeunes

Il existe des clubs de football, tennis de table et volley-ball pour les jeunes du village.

## Infrastructure

### Transport
Il y a environ 42 routes dans la ville d'Ash-Shuyukh, principalement goudronnées et en bon état. Les transports en commun dans la ville sont par contre peu présents, les habitants étant dépendants de voitures privées.
Il existe un bureau de taxi dans le village.
Le mouvement entre la ville et les villes voisines est contraint par la présence de checkpoints israéliens.

#### L'électricité
Ash-Shuyukh est reliée à un réseau public d'électricité depuis 1995. Elle est desservie par la compagnie d'électricité israélienne Qatarienne[pas clair], principale source d'électricité depuis 2000. Et a été créé onze usines pour transformer le marbre et la station de béton atteindre des longueurs de réseau de distribution (30) km et le nombre d'abonnés (en 1246) conjointement jusqu'au 31 décembre 2004.[incompréhensible]

## Quartiers
Ash-Shuyukh comprend les quartiers suivants :

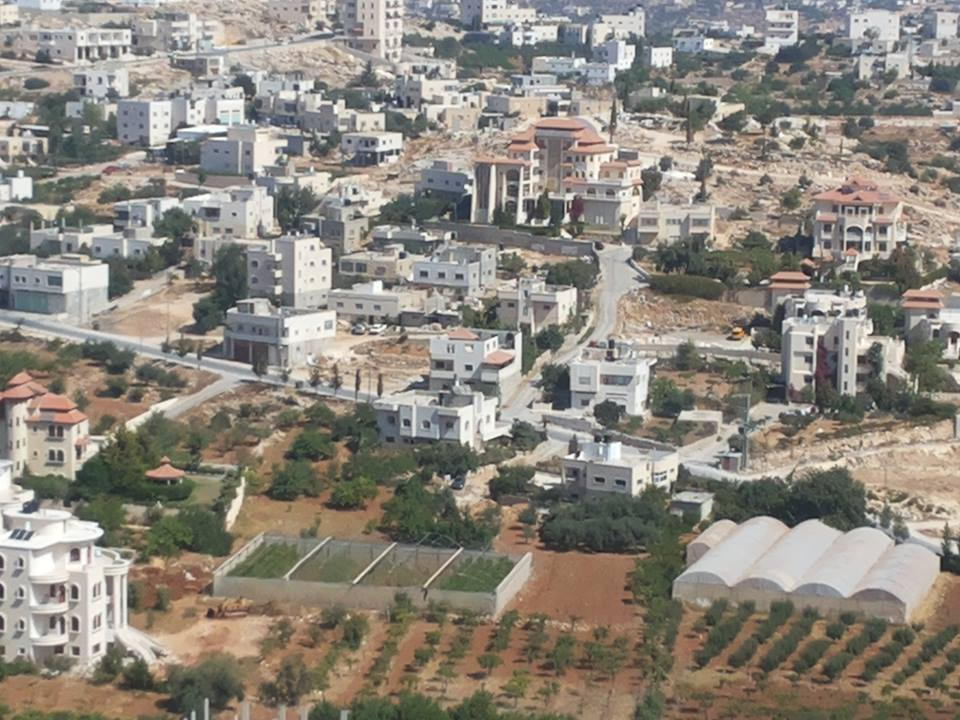
Al bornos

- Tala't  hammad

- Albrnos
- Alqahwana
- Aalchafa
- Alzaraqa
- Marah Aldanan

## Vie associative
Ash-Shuyukh comprend plusieurs institutions locales et associations dont :
- Alchioukh Charitable Society : Fondée en 1965, est composée de sept membres, et fournit des services de santé à la population, l'éducation, la formation et autres services publics.
- Islamic Charitable Society : Fondée en 1998 elle fournit des services d'éducation, de soins aux orphelins et l'établissement de camps d'été.
- Club sportif pour les jeunes : Fondé en 1995 par le ministère de la Jeunesse et des Sports, le club s'intéresse aux sports, activités culturelles, artistiques et sociales destinés aux jeunes. Le club offre aussi des cours de premier secours aux différentes classes d'âge.
- Club pour les femmes : Fondée en 2002,  s'intéresse aux affaires des femmes afin de leur apporter un soutien psychologique et social. Cette association organise des journées médicales, offre plusieurs cours dans les domaines de l'éducation de la santé, de la maternité et de l'enfance, et organise des camps d'été pour développer pour les talents artistiques et culturelles chez les enfants.

## Alchioukh municipalité[incompréhensible]

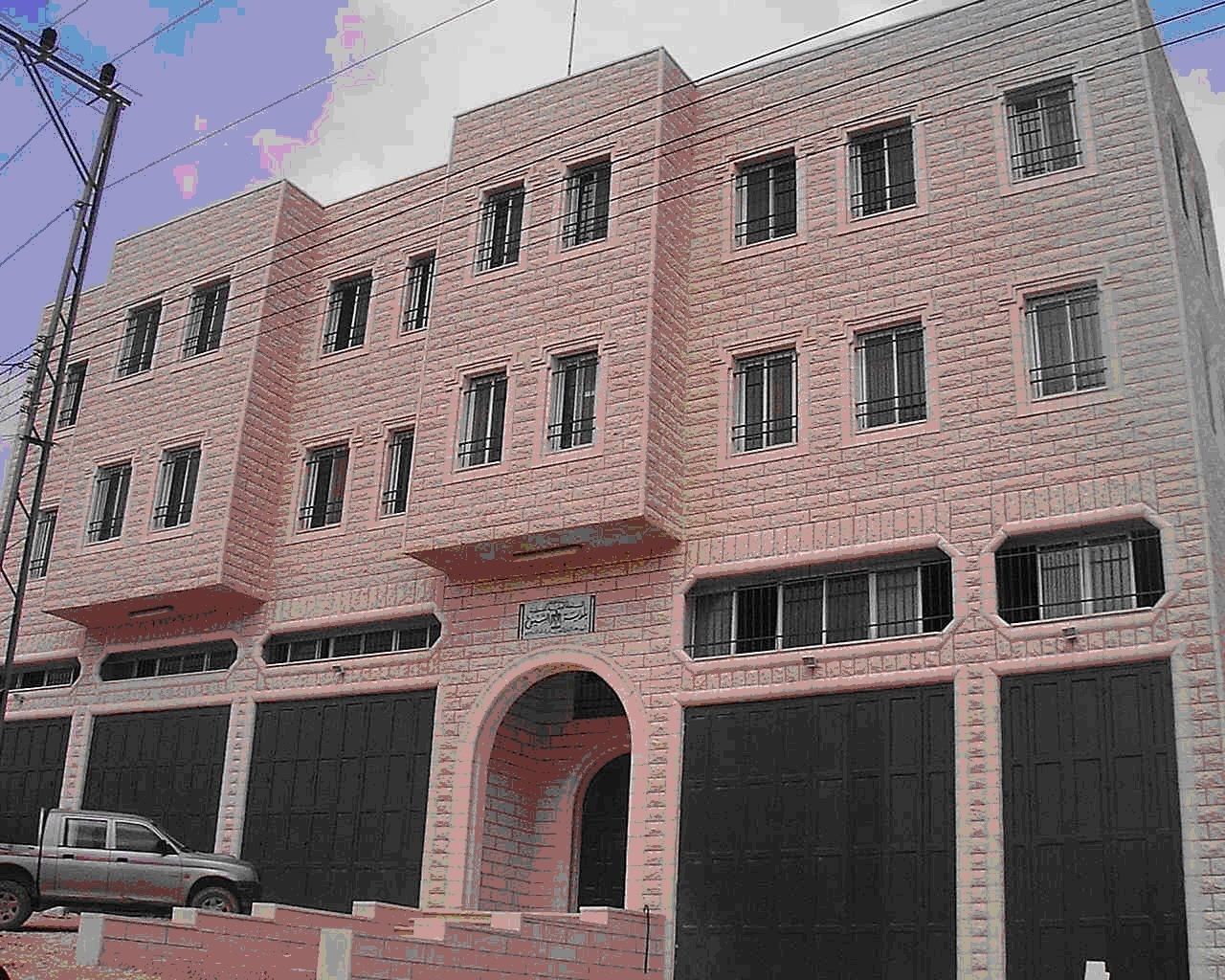
La mairie

Le conseil municipal d'Alchioukh a été fondé en 1993 par le Ministère du Gouvernement Local, pour un objectif de prendre soin des problèmes du village et de fournir des services variés aux habitants, comme les services d'infrastructure. Des élections se tiennent tous les quatre ans, pour élire ses membres ainsi que le maire du village. Le maire actuel d'Alchioukh est M. Sharif Alhulaqa.